# نییریاکو
نییریاکو (به مجاری:  Nyírjákó) یک منطقهٔ مسکونی در مجارستان است که در سابولچ-ساتمار-برگ واقع شده‌است. نییریاکو ۱۰٫۳۴ کیلومتر مربع مساحت و ۸۷۳ نفر جمعیت دارد.